# NGC 4447
NGC 4447 est une galaxie lenticulaire située dans la constellation de la Chevelure de Bérénice. NGC 4447 a été découverte par l'astronome américain Lewis Swift en 1887.

## Caractéristiques
NGC 4447 présente une large raie HI. Selon la base de données Simbad, NGC 4447 est une galaxie LINER, c'est-à-dire une galaxie dont le noyau présente un spectre d'émission caractérisé par de larges raies d'atomes faiblement ionisés.

### Distance
Sa vitesse par rapport au fond diffus cosmologique est de 7 497 ± 23 km/s, ce qui correspond à une distance de Hubble de 110,6 ± 7,8 Mpc (∼361 millions d'al).

## Paire de galaxies
La distance de Hubble de NGC 4446 est de 112,60 ± 7,89 Mpc (∼367 millions d'al), une différence de 6 Mal avec la distance de NGC 4447. Il est donc probable que ces deux galaxies forment une paire physique de galaxies.

## Amas de la Vierge
La désignation VCC 1085 (Virgo Cluster Catalog) indique que cette galaxie fait partie de l'amas de la Vierge.  Il s'agit d'une erreur, car les galaxies les plus lointaines de cet amas sont celles du groupe de NGC 4235, qui sont à une distance moyenne de 110 millions d'années-lumière.

## Trou noir supermassif
Selon les auteurs d'un article publié en 2012, la masse du trou noir supermassif au centre de NGC 4447 est de 82 millions de {\displaystyle M_{\odot }}. La connaissance de sa masse et de son taux d'accrétion permet d'estimer le taux de formation d'étoiles dans la région centrale des galaxies de type Seyfert. Ce taux pour cette galaxie serait à l'intérieur et à l'extérieur d'un rayon de 1 kpc respectivement de 0,022 {\displaystyle M_{\odot }}/an  et de 0,025 {\displaystyle M_{\odot }}/an.